# Das jüngste Elsaß
Das jüngste Elsaß (auch Der Stürmerkreis genannt) war eine Künstlergruppe in Straßburg um 1902.

## Geschichte
In Straßburg, der Hauptstadt des damaligen deutschen Reichslandes Elsaß-Lothringen, gründeten junge Maler und Studenten 1902 den sogenannten Stürmerkreis, dessen kurzlebige Zeitschrift Der Stürmer (Januar–November 1902) den Anspruch erhob, vom Elsass aus die deutsche Kultur zu revolutionieren.
Die Mitglieder des „Jüngsten Elsaß“ verstanden sich als Alternative zum konservativ-nationalen Alsa-Bund, einem Zusammenschluss von literarisch interessierten Lehrern und Pfarrern mit seiner Zeitschrift Erwinia. An den Gruppenaktivitäten beteiligten sich u. a.
- der Germanist und Lyriker Ernst Stadler
- der Schriftsteller, Essayist und Übersetzer René Schickele
- der Schriftsteller Otto Flake
- der dadaistische und surrealistische Maler, Bildhauer und Lyriker Hans Arp
- der Politiker, Historiker, Balkanforscher, Journalist und Schriftsteller Hermann Wendel
- der Schriftsteller Bernd Isemann
- der Politiker und Journalist Salomon Grumbach (1884–1952)
- der Journalist René Prévot (1880–1955)

Die genialischen Attitüden der Angehörigen des Stürmerkreises, von denen kaum einer über 18 Jahre alt war, lassen einerseits an eine verspätete Nietzsche-Rezeption und nachgeholten Naturalismus denken, weisen aber zugleich auch schon auf den Expressionismus voraus.